# Wuxi Open 2024 - Doppio
Il doppio del torneo di tennis professionistico Wuxi Open 2024, facente parte della categoria Challenger 75 nell'ambito dell'ATP Challenger Tour 2024, si è giocato dal 6 al 12 maggio a Wuxi, in Cina. Questa è stata la prima edizione del torneo.
In finale Calum Puttergill e Reese Stalder hanno sconfitto Toshihide Matsui e Kaito Uesugi con il punteggio di 7–6(8), 7–6(4).

## Teste di serie
1. Calum Puttergill /  Reese Stalder (campioni)
2. Piotr Matuszewski /  Matthew Romios (semifinale)

1. Nam Ji-sung /  Patrik Niklas-Salminen (semifinale)
2. Toshihide Matsui /  Kaito Uesugi (finale)

## Wildcard
1. Cui Jie /  Te Rigele (primo turno, ritirati)

1. Wang Aoran /  Zhou Yi (primo turno)

## Alternate
1. Alafia Ayeni /  Arthur Fery (primo turno)

1. Mikalai Haliak /  Xiao Linang (primo turno)

## Tabellone

### Legenda
| - Q = Qualificato - WC = Wild card - LL = Lucky loser | - ALT = Alternate - SE = Special Exempt - PR = Protected Ranking | - w/o = Walkover - r = Ritirato - d = Squalificato |

|  | Primo turno | Primo turno               | Primo turno               | Primo turno       | Primo turno |  |  | Quarti di finale | Quarti di finale          | Quarti di finale      | Quarti di finale          | Quarti di finale |   |     | Semifinali | Semifinali                     | Semifinali                     | Semifinali                    | Semifinali                    |    |    | Finale | Finale | Finale | Finale | Finale |  |
|  |             |                           |                           |                   |             |  |  |                  |                           |                       |                           |                  |   |     |            |                                |                                |                               |                               |    |    |        |        |        |        |        |  |
|  | 1           | C Puttergill R Stalder    | 6                         | 4                 | [10]        |  |  |                  |                           |                       |                           |                  |   |     |            |                                |                                |                               |                               |    |    |        |        |        |        |        |  |
|  | Alt         | A Ayeni A Fery            | 4                         | 6                 | [5]         |  |  | 1                | C Puttergill R Stalder    | 4                     | 6                         | [10]             |   |     |            |                                |                                |                               |                               |    |    |        |        |        |        |        |  |
|  |             | A Escoffier J Paris       | A Escoffier J Paris       | 6                 | 6           |  |  |                  | A Escoffier J Paris       | 6                     | 4                         | [1]              |   |     |            |                                |                                |                               |                               |    |    |        |        |        |        |        |  |
|  |             | FC Alcantara F Sun        | FC Alcantara F Sun        | 4                 | 2           |  |  |                  |                           |                       |                           |                  |   |     | 1          | C Puttergill R Stalder         | 7                              | 2                             | [11]                          |    |    |        |        |        |        |        |  |
|  | 3           | J-s Nam P Niklas-Salminen | J-s Nam P Niklas-Salminen | 6                 | 6           |  |  |                  |                           | 3                     | J-s Nam P Niklas-Salminen | 64               | 6 | [9] |            |                                |                                |                               |                               |    |    |        |        |        |        |        |  |
|  |             | Z Li Y Mo                 | Z Li Y Mo                 | 4                 | 1           |  |  | 3                | J-s Nam P Niklas-Salminen | 6                     | 3                         | [12]             |   |     |            |                                |                                |                               |                               |    |    |        |        |        |        |        |  |
|  | WC          | J Cui R Te                | J Cui R Te                | J Cui R Te        |             |  |  |                  | O Jasika J McCabe         | 3                     | 6                         | [10]             |   |     |            |                                |                                |                               |                               |    |    |        |        |        |        |        |  |
|  |             | O Jasika J McCabe         | O Jasika J McCabe         | O Jasika J McCabe | w/o         |  |  |                  |                           |                       |                           |                  |   |     | 1          | Calum Puttergill Reese Stalder | Calum Puttergill Reese Stalder | 710                           | 7                             |    |    |        |        |        |        |        |  |
|  |             | J Delaney M Purcell       | 2                         | 6                 | [11]        |  |  |                  |                           |                       |                           |                  |   |     |            |                                | 4                              | Toshihide Matsui Kaito Uesugi | Toshihide Matsui Kaito Uesugi | 68 | 64 |        |        |        |        |        |  |
|  |             | E Donskoj J Herasimaŭ     | 6                         | 1                 | [13]        |  |  |                  | E Donskoj J Herasimaŭ     | E Donskoj J Herasimaŭ | 5                         | 3                |   |     |            |                                |                                |                               |                               |    |    |        |        |        |        |        |  |
|  | WC          | A Wang Y Zhou             | 62                        | 7                 | [3]         |  |  | 4                | T Matsui K Uesugi         | T Matsui K Uesugi     | 7                         | 6                |   |     |            |                                |                                |                               |                               |    |    |        |        |        |        |        |  |
|  | 4           | T Matsui K Uesugi         | 7                         | 63                | [10]        |  |  |                  |                           |                       |                           |                  |   |     | 4          | T Matsui K Uesugi              | 6                              | 4                             | [10]                          |    |    |        |        |        |        |        |  |
|  |             | B Bayldon B Ellis         | B Bayldon B Ellis         | 2                 | 2           |  |  |                  |                           | 2                     | P Matuszewski M Romios    | 3                | 6 | [7] |            |                                |                                |                               |                               |    |    |        |        |        |        |        |  |
|  |             | R Ho R Ramanathan         | R Ho R Ramanathan         | 6                 | 6           |  |  |                  | R Ho R Ramanathan         | 6                     | 3                         | [8]              |   |     |            |                                |                                |                               |                               |    |    |        |        |        |        |        |  |
|  | Alt         | M Haliak L Xiao           | M Haliak L Xiao           | 4                 | 1           |  |  | 2                | P Matuszewski M Romios    | 2                     | 6                         | [10]             |   |     |            |                                |                                |                               |                               |    |    |        |        |        |        |        |  |
|  | 2           | P Matuszewski M Romios    | P Matuszewski M Romios    | 6                 | 6           |  |  |                  |                           |                       |                           |                  |   |     |            |                                |                                |                               |                               |    |    |        |        |        |        |        |  |